# Brandenburgisches Eisenbahnmuseum Falkenberg (Elster)

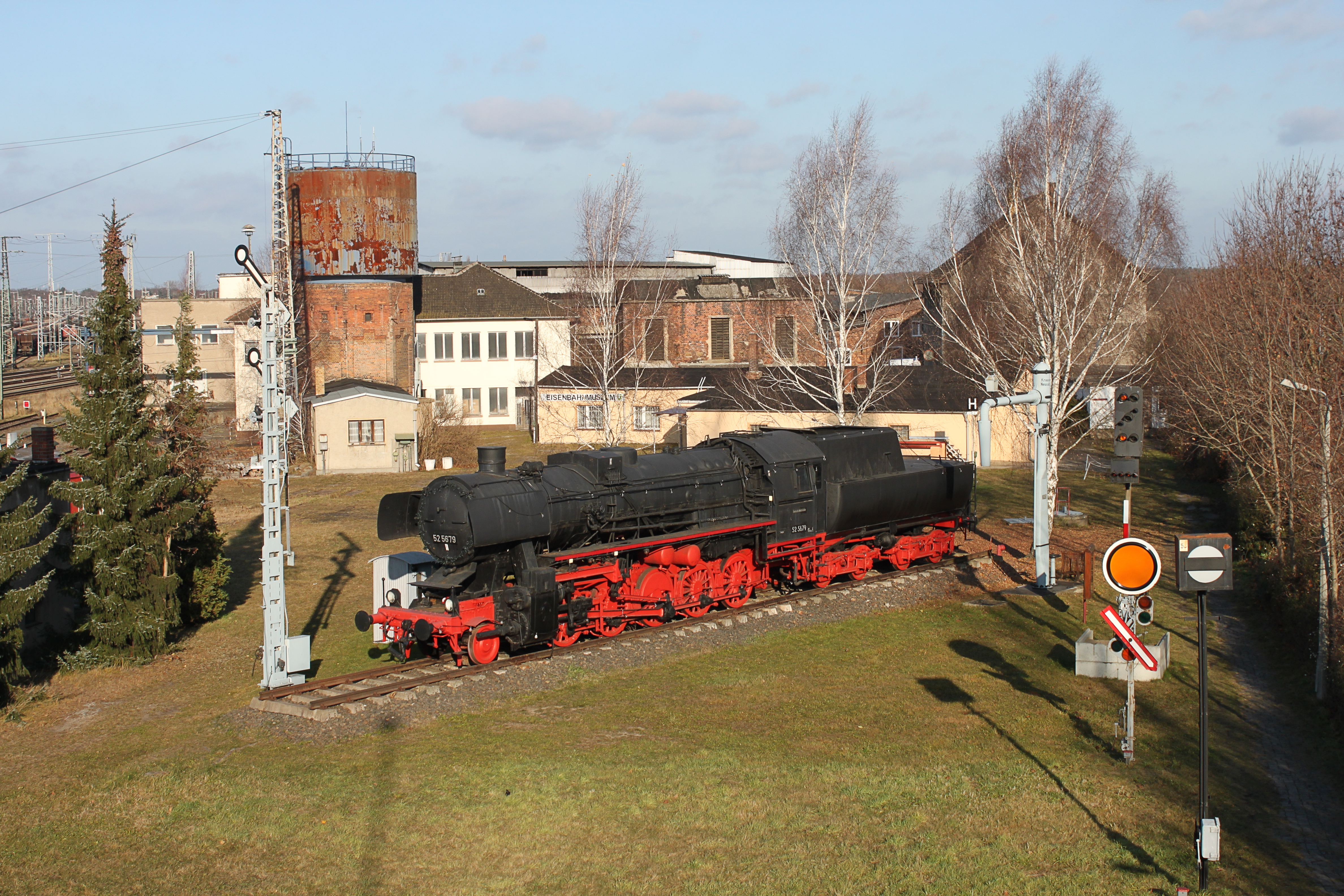
Lok der Baureihe 52, dahinter das Eisenbahnmuseum Falkenberg/Elster

Das Brandenburgische Eisenbahnmuseum Falkenberg (Elster) ist ein Eisenbahnmuseum in der Stadt Falkenberg/Elster im südbrandenburgischen Landkreis Elbe-Elster.

## Lage
Das Eisenbahnmuseum befindet sich in den Räumen der ehemaligen Kantine des einstigen Bahnbetriebswerkes im unteren Bahnhofsteil des Bahnhofs Falkenberg (Elster), direkt an der Bahnstrecke Jüterbog–Röderau. In Falkenberg/Elster gibt es mit dem Dampflokfriedhof Falkenberg noch ein zweites Eisenbahnmuseum, mit dem aber keinerlei organisatorische Verbindungen bestehen.

## Geschichte
Bereits in den 1980er Jahren gab es am Eisenbahnknoten Falkenberg (Elster) Bemühungen zum Aufbau eines Eisenbahnmuseums. Zunächst kam man dem Vorhaben mit der Einrichtung eines „Technischen Kabinetts“ zur Darstellung der hiesigen Eisenbahngeschichte sowie der Aufstellung einer Dampflokomotive der Baureihe 52 als Technisches Denkmal sehr nahe.

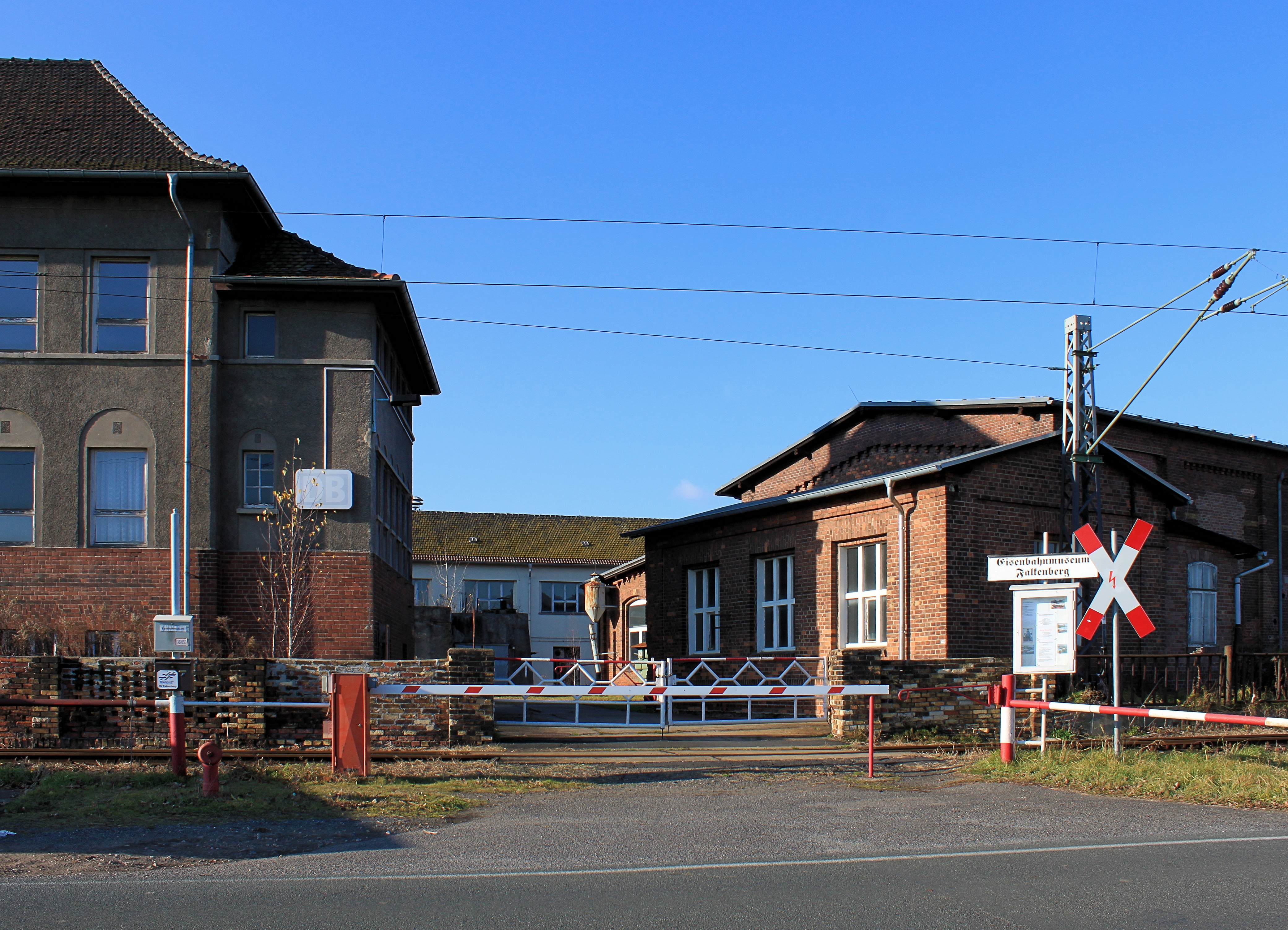
Der Eingang zum Eisenbahnmuseum liegt hinter Rangiergleisen der DB.

Das Museum wurde 1994 durch den ein Jahr zuvor gegründeten Förderverein „Brandenburgisches Eisenbahnmuseum Falkenberg (Elster)“ e. V. eröffnet. Aufgabe und Ziel der Einrichtung ist die Aufarbeitung der Eisenbahngeschichte des Knotenpunktes. Dazu gehören unter anderem das Sammeln und Ausstellen von eisenbahntypischen Fahrzeugen, Anlagen, Geräten und zeitgeschichtlichen Dokumenten des Standortes und seiner Umgebung. Als Ausstellungsfläche wurde zunächst die Empfangshalle des einstigen Bahnhofgebäudes genutzt. Nachdem die Deutsche Bahn AG allerdings Eigenbedarf anmeldete, bezog man 1998 die leerstehenden Räumlichkeiten des ehemaligen DRK-Bahnhofsdienstes, welche aber bald nicht mehr ausreichten. 
Seit Juli 2006 befindet sich deshalb das Falkenberger Eisenbahnmuseum in den Räumlichkeiten der einstigen Kantine des inzwischen geschlossenen Bahnbetriebswerkes Falkenberg (Elster).

## Ausstellung
Die Ausstellung beherbergt neben einer Dampflokomotive der Baureihe 52, welche einst zum Bahnbetriebswerk Falkenberg (Elster) gehörte und sich in der Gegenwart als Technisches Denkmal auf der Denkmalliste des Landes Brandenburg befindet, unter anderem ein Modell des zum Ende des Zweiten Weltkrieges durch Bombenangriffe zerstörten Falkenberger Bahnhofsgebäudes. Außerdem sind Schautafeln zur Eisenbahngeschichte, Fotografien historischer Lokomotiven, Vitrinen mit historischen Dokumenten, Arbeitsmaterialien und Uniformen zu sehen. Weiter sind technische Kleingeräte wie Fahrkartendrucker, alte Waagen, Lampen und Einzelstücke ehemaliger Bahnhofsausstattungen ausgestellt. Das Museum verfügt über ein Archiv mit umfangreichen Bild und Textdokumenten.
Ferner sind im Museum regelmäßig Sonderausstellungen zu den verschiedensten Anlässen der Eisenbahngeschichte zu sehen. In der Vergangenheit hatten diese unter anderem Themen wie „25 Jahre Elektrifizierung Bahnhof Falkenberg“, „65. Jahrestages der Bombardierung des Bahnhofes und der Stadt Falkenberg“, „20 Jahre Denkmallok 52 5679“ sowie „100 Jahre Strecke Neuburxdorf-Mühlberg“.